# جی لورنس لش
جی لورنس لش (انگلیسی: Jay Laurence Lush؛ ۳ ژانویهٔ ۱۸۹۶ – ۲۲ مهٔ ۱۹۸۲) یک دانشمند در زمینه 	ژنتیک اهل ایالات متحده آمریکا بود.
وی همچنین برنده جوایزی همچون نشان ملی علوم شده است.